# Cyclotominae
Cyclotominae – podrodzina chrząszczy z nadrodziny Coccinelloidea i rodziny wygłodkowatych.
Takson ten wyróżnił jako pierwszy Ludwig Imhoff w 1856 roku jako rodzinę Cyclotomidae. W 2015 roku James Robertson i współpracownicy na podstawie wielkoskalowej analizy z zakresu filogenetyki molekularnej przywrócili go w randze podrodziny wygłodkowatych.
Chrząszcze te mają silnie wypukłe, jaskrawo ubarwione i ornamentowane ciało. Głowa ich odznacza się silnie zesklerotyzowanym przedbródkiem, pozbawionym języczka. Przednie biodra są szeroko rozdzielone wyrostkiem przedpiersia, który sięga jeszcze za nie. Na przedpleczu bruzdy są słabo rozwinięte lub brak ich wcale. Samiec ma prącie w bliższej ⅓ zakręcone. U samicy przewody nasienne łączą się z przyczepem między spermateką a gruczołem dodatkowym. Nie opisano dotychczas larw z tej podrodziny.
Owady te zasiedlają krainę orientalną i dalekowschodnią Palearktykę.
Podrodzina ta obejmuje cztery rodzaje:
- Cyclotoma Mulsant, 1851
- Bolbomorphus Gorham, 1887
- Eucteanus Gerstaecker, 1857
- Meilichius Gerstaecker, 1857

Wcześniej umieszczane one były w Endomychinae.